# Taimuraz Salkazanov
Taimuraz Salkazanov (oroszul: Таймураз Салказанов), (Karman-Szindzikau, 1996. április 6. –) orosz származású oszét, 2018-ban honosított szlovák szabadfogású birkózó. A 2019-es birkózó-világbajnokságon bronzérmet szerzett 79 kg-os súlycsoportban, szabadfogásban.

## Sportpályafutása
A 2019-es birkózó-világbajnokságon a 79 kg-osok súlycsoportjában megrendezett bronzmérkőzés során a kazah Galimzsán Usszerbajev volt ellenfele, akit 6–4-re legyőzött.